# Fuchs, du hast die Gans gestohlen

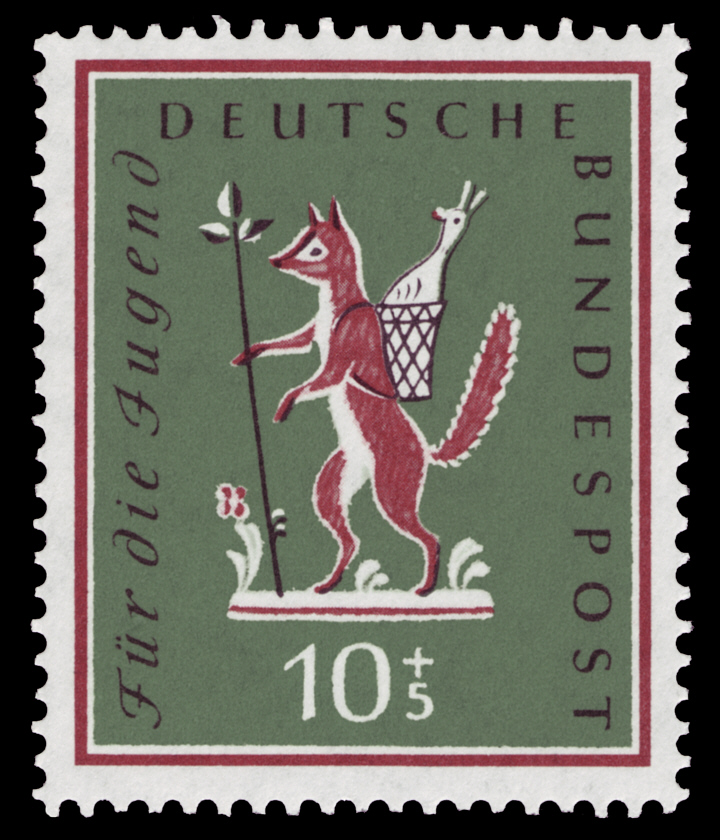
Timbre de la Poste allemande (1958).

Fuchs, du hast die Gans gestohlen est une chanson enfantine allemande, l'une des plus connues dans les pays de langue allemande.
Les paroles de la chanson sont du poète et compositeur Ernst Anschütz (1780-1861) et ont été publiées en 1824, sur une musique populaire plus ancienne. La chanson comporte trois strophes.

## Thème
Le renard a volé une oie. On lui conseille de la rendre, sinon le chasseur s'en prendra à lui. | Le chasseur a tiré et l'a tué. | On conseille au renard de ne pas voler. Il n'a pas besoin d'une oie, qu'il se contente d'une souris.

## Paroles
Fuchs, du hast die Gans gestohlen,

gib sie wieder her!

Sonst wird dich der Jäger holen,

mit dem Schießgewehr.

Seine große, lange Flinte

schießt auf dich den Schrot,

dass dich färbt die rote Tinte

und dann bist du tot.

Liebes Füchslein, lass dir raten,

sei doch nur kein Dieb;

nimm, du brauchst nicht Gänsebraten,

mit der Maus vorlieb.

## Popularité du thème
- Alfred Stöger a réalisé en 1936 un court-métrage sur ce thème[3].
- Fuchs, du hast die Gans gestohlen est le titre de la traduction en allemand (1997) du roman policier A Season for Murder (1991) de la romancière britannique Ann Granger.
- Le groupe de metalcore allemand We Butter the Bread with Butter a réinterprété cette chanson dans leur album Das Monster aus dem Schrank (2008).